# Choi Woo-shik
Choi Woo-shik est un acteur sud-coréen, né le 26 mars 1990 à Séoul.
Il est membre d'un groupe d'amis nommé "Wooga Squad", avec Park Seo-joon, Peakboy, Park Hyung-sik et V (BTS). Le groupe s'est formé grâce à Park Seo-joon, ami de longue date de Choi Woo-shik et Peakboy, qui a fait la rencontre de Park Hyung-sik et V sur le lieu de tournage du drama du nom de "Hwarang" en 2016. Le nom "Wooga Squad" vient de l'abréviation " Woori-ga Gajok-inka?" qui veut dire "Est-on une famille?",. En 2022, les membres du groupe vont tourner une émission du nom de In the Soop: Friendcation (Coréen: 인더숲우정여행"), qui mettra en évidence leur amitié sur 4 épisodes.

## Biographie

### Enfance et formations
Choi Woo-shik est né à Séoul, en tant que benjamin d'une fratrie de deux. Il a immigré en Colombie-Britannique au Canada avec sa famille, où il grandit pendant dix ans. Il est admis au lycée Pinetree Secondary School à Coquitlam. Son nom anglais est Edward et il a pour surnom Eddie.
En 2011, après avoir étudié à l’université Simon Fraser, à vingt-et-un ans, il retourne en Corée du Sud pour faire une audition, sous JYP Entertainment, ce qui lui permet de faire son premier pas à la série télévisée The Duo (짝패).

### Carrière

Choi Woo-shik, en 2013.

Choi Woo-shik tient les rôles secondaires dans les dramas Rooftop Prince (옥탑방 왕세자, 2012) et Special Affairs Team TEN (특수사건전담반 TEN, 2011-2013),. En 2014, il a son premier rôle principal dans son premier long métrage indépendant Set Me Free (거인) de Kim Tae-yong pour lequel il récolte le prix de l’acteur de l’année au festival international du film de Busan,.
En 2016, il est révélé dans le monde entier grâce au film d'horreur Dernier Train pour Busan (부산행) de Yeon Sang-ho et au film d'aventure Okja (옥자) de Bong Joon-ho.
En 2018, il joue l’assassin Nobleman dans le film d'action The Witch, Part 1: The Subversion (마녀) de Park Hoon-jung.
En 2019, il apparaît dans la comédie Rosebud (그대 이름은 장미) de Jo Seok-hyeon. Il retrouve le réalisateur Bong Joon-ho pour jouer le rôle principal dans Parasite (기생충) de Bong Joon-ho, aux côtés de l’acteur Song Kang-ho,.
Le 8 juillet 2021, il sort sa première chanson, Poom, en featuring avec Peakboy.
Après une pause de 4 ans loin des dramas coréens il est, depuis décembre 2021, à l'affiche de Our Beloved Summer, série adaptée du webtoon homonyme, auprès de l'actrice Kim Dami avec laquelle il avait partagé la scène pour le film The Witch. En 2024, il est l'affiche de A Killer Paradox, sur Netflix.

## Filmographie

### Films
- 2011 : Cold City (비정한 도시) de Kim Mun-heum
- 2013 : Secretly and Greatly (은밀하게 위대하게) de Jang Cheol-soo : Yoon Yoo-joon
- 2014 : Set Me Free (거인) de Kim Tae-yong : Yeong-jae
- 2014 : Big Match (빅매치) de Choi Ho : le gourou
- 2015 : Hôtel Singapura (In The Room) de Eric Khoo : Min-joon
- 2016 : Dernier Train pour Busan (부산행) de Yeon Sang-ho : Yeong-gook
- 2017 : Okja (옥자) de Bong Joon-ho : le soldat Kim
- 2018 : Golden Slumber (골든 슬럼버) de Noh Dong-seok : Joo-mi (caméo)
- 2018 : The Princess and the Matchmaker (궁합) de Hong Chang-pyo : Nam Chi-ho
- 2018 : The Witch, Part 1: The Subversion (마녀) de Park Hoon-jung : le jeune noble
- 2018 : Monstrum (물괴) de Heo Jong-ho : Heo, l’officier du cour royal
- 2019 : Rosebud (그대 이름은 장미) de Jo Seok-hyeon : Choi Soon-cheol, jeune
- 2019 : Parasite (기생충) de Bong Joon-ho : Gi-woo, le fils
- 2019 : The Divine Fury (사자) de Kim Joo-hwan : le père Choi (apparence exceptionnelle)
- 2020 : La Traque (사냥의 시간) de Yoon Sung-hyun : Gi-hoon
- 2024 : Wonderland (원더랜드) de Kim Tae-yong : Hyeon-soo

### Court métrage
- 2011 : Etude, Solo de[Qui ?]

### Séries télévisées
- 2010 : Dong Yi (동이) : l’aristocrate 1
- 2010 : More Charming by the Day (볼수록 애교만점)
- 2011 : The Duo (짝패) : Gwi-dong, jeune
- 2011 : Live in Style (폼나게 살거야) : Na Joo-ra
- 2011 : Deep-rooted Tree (뿌리깊은 나무) : Jeong Gi-joon, le jeune homme
- 2011-2013 : Special Affairs Team TEN (특수사건전담반 TEN) : Park Min-ho
- 2012 : Rooftop Prince (옥탑방 왕세자) : Do Chi-san
- 2012 : Drama Special - Friendly Criminal (드라마 스페셜 - 친구 중에 범인이 있다) : Do-hyeon, jeune
- 2013 : Who Are You (후아유) : Hee-goo (apparence exceptionnelle)
- 2013 : Drama Festival - Save Wang Jo-hyeon (드라마 페스티벌 - 수사부반장) : Boo Joong-sik
- 2014 : You're Surrounded (너희들은 포위됐다) (apparence exceptionnelle)
- 2014 : Fated to Love You (운명처럼 널 사랑해) : Lee Yong
- 2014 : Pride and Prejudice (오만과 편견) : Lee Jang-won
- 2015 : Dream Knight (드림 나이트) (apparence exceptionnelle)
- 2015 : Hogu's Love (호구의 사랑) : Kang Ho-goo
- 2015 : My Fantastic Funeral (나의 판타스틱한 장례식) : Park Dong-soo
- 2017 : Flirty Boy and Girl (썸남) : Gyoo-tae
- 2017 : Fight My Way (쌈 마이웨이) : Park Moo-bin (apparence exceptionnelle)
- 2017 : The Package (골든 슬럼버) : Joo-ho
- 2021-2022 : Our Beloved Summer (그 해 우리는): Choi Ung
- 2024 : A Killer Paradox (살인자ㅇ난감) : Lee Tang
- 2025 : Melo Movie (멜로무비) : Ko Gyeom

## Discographie
- 2017 : Some Guys (avec Jang Ki-yong, de la bande originale de la série télévisée The Boy Next Door)
- 2021 : Poom[17] (ft. Peakboy)

## Distinctions

### Récompenses
- Festival international du film de Busan 2014 : Acteur de l’année pour Set Me Free
- Pusan Film Critics Awards 2015 : Meilleur nouvel acteur pour Set Me Free
- Korean Association of Film Critics Awards 2015 : Meilleur nouvel acteur pour Set Me Free
- Blue Dragon Film Awards 2015 : Meilleur nouvel acteur pour Set Me Free

### Nominations
- Buil Film Awards 2015 : Meilleur nouvel acteur pour Set Me Free
- Chunsa Film Art Awards 2019 : Meilleur acteur pour Parasite
- Buil Film Awards 2019 : Meilleur acteur pour Parasite